# Carlos Pérez (ciclista)
Carlos Pérez (nascido em 29 de outubro de 1970) é um ex-ciclista argentino.

## Olimpíadas
Participou, representando a Argentina, dos Jogos Olímpicos de Verão de 1992 na prova de perseguição por equipes do ciclismo de pista.